# 桑云
桑云（1905年6月15日—1974年3月3日），柬埔寨政治家。
桑云曾于1956年至1957年担任柬埔寨首相，此前担任过金边市市长，在西哈努克的内阁中担任首相府的一个专员。1957年，因为未能解决国内经济问题而被迫辞职。
除了当过首相外，桑云还担任过内政大臣（1955年—1956年、1956年—1957年）、外交大臣（1956年—1957年）、国防大臣（1956年—1957年）、经济大臣（1957年）等职务。
桑云的长女于1966年嫁给西哈努克的儿子诺罗敦·克马努拉克。